# Evasão de divisas
A evasão de divisas é um crime financeiro por meio do qual se enviam divisas para o exterior de um país sem declará-lo à repartição federal competente.
A evasão de divisas também pode ser chamada de evasão cambial. Em linguagem simples, podemos dizer que a evasão cambial ou de divisas significa a perda de dinheiro (reservas monetárias) pelo Brasil ou por qualquer outro país. É uma espécie de desfalque nos cofres públicos, se as reservas forem evadidas ilegalmente, mediante transações ardilosas (astuciosas, manhosas, velhacas - operações simuladas com tal intuito). O desfalque praticado também é chamado de rombo nos cofres públicos. Ainda pode ser definido como uma transferência furtiva do dinheiro pertencente à Nação. A evasão acontece quando de alguma forma as reservas monetárias são remetidas para o exterior, geralmente para paraísos fiscais, em nome das pessoas físicas ou jurídicas que praticaram a evasão ou ainda para empresas fantasmas constituídas em paraísos fiscais.
O bem jurídico tutelado é a proteção da política econômica e cambial do país, além da rigidez do sistema financeiro nacional. Nesse sentido, preleciona  Nunes que a objetividade jurídica tutelada seria "a regular proteção da política cambial brasileira, em razão da expectativa de retorno dos respectivos depósitos ao Brasil".
Empresa fantasma é aquela que não existe de fato e seus proprietários apenas têm em mãos um documento comprado, que atesta a existência da mesma, geralmente sediada em uma caixa postal ou no escritório de representantes estabelecidos no tal paraíso fiscal.
Reserva monetária é o saldo em ouro, moedas estrangeiras e créditos internacionais existentes no Banco Central.
No Brasil, o crime de evasão de divisas é previsto no art. 22 da Lei n. 7.492/1986, que possui a seguinte redação: "Art. 22. Efetuar operação de câmbio não autorizada, com o fim de promover evasão de divisas do País".